# GoCanvas
GoCanvas ist eine US-amerikanische Software, die das Thema Papierloses Büro durch mobile Apps und Formulare für die Datenerfassung und -freigabe unterstützt.  
Der Hauptsitz des Unternehmens befindet sich in Reston, Virginia.

## Geschichte
Das Unternehmen Canvas wurde 2008 gegründet; es war und ist auf Software as a Service spezialisiert. 2011 konnte eine Investitionen von neun Millionen Dollar eingesammelt werden; 2014 hatte das Unternehmen 50 Mitarbeiter.
Ende 2018 wurde es von der Kapitalbeteiligungsgesellschaft K1 Investment Management für mehr als 100 Millionen US-Dollar übernommen. 2012 wurde eine Zweigstelle in Sydney eröffnet.
Im Juni 2024 gab die Nemetschek SE bekannt, dass sie GoCanvas für 770 Millionen US-Dollar übernommen hat.

## Funktion und Dienste
Die Dienste von GoCanvas bieten mobile und Tablet-Schnittstellen zum Ausfüllen von Formularen oder Erfassen anderer Daten, die online in der Cloud gespeichert werden. Die von dem Unternehmen angebotenen Apps ermöglichen es Unternehmen, den Papierverbrauch zu verringern. MyCanvas ist ein Dienst, der den Zugriff auf Daten ermöglicht, die von kostenpflichtigen Konten erstellt wurden, so dass ein Kunde die Datensätze einsehen kann, die er einem GoCanvas-Benutzer übermittelt hat.
GoCanvas ermöglicht es den Nutzern, ihre Apps zu gestalten und kann GPS-Standorterfassung, Fotos, Unterschriftserfassung und Referenzdaten enthalten. Die Daten können im CSV-oder PDF-Format exportiert werden.